# هنري بلير
هنري بلير (بالإنجليزية: Henry Blair)‏ هو مهندس أمريكي، ولد في 1807 في مقاطعة مونتغومري في الولايات المتحدة، وتوفي في 1860.